# 한복이 너무해
한복이 너무해는 트위터 이용자들의 자발적인 참여로 시작된 대한민국 최초의 소셜 드라마 프로젝트이다. 원 소스 멀티유즈로 웹툰, 애니메이션, 라디오 드라마 등 다양한 콘텐츠로 진행된다.

## 개요
한복이 너무해는 트위터 계정인 한국민속촌(@koreanfolk)와 대검찰청 대변인(@spo_kr)의 주고받은 멘션에서 시작되었다.
웹툰 《한복이 너무해》는 무뚝뚝한 30대 검사 '정대검'의 집에 조선사람 그 자체인 소녀'소촌'이 상주 가정부로 들어오면서 벌어지는 이야기를 다룬다. 웹툰은 현재 연재중이다.

## 발단
두 기관의 트윗을 즐겨보던 한 작가(@chara_npc)가 두 계정을 응원한다며, 둘을 '연인 관계'로 표현한 '한복이 너무해'라는 팬 아트를 제작해 공유하기 시작했다.
이 팬아트를 확인한 한국민속촌 트위터 담당자는 "높으신 분들께 팬아트를 보여드렸더니 너무 좋아하신다며, 이런 컨셉으로 드라마화가 된다면 한국 민속촌에서 아낌없이 지원하겠다"는 트윗을 21일 오전 9시에 남겼다.
이후 반응은 겉잡을 수 없이 커지게 되고 'T24 페스티벌' 때처럼 수 많은 SNS사용자들이 자발적으로
드라마의 홈페이지, 시나리오, 홍보, 음악감독, 스턴트맨, 스마트폰 앱 개발, 광고, 마케팅을 도와주고 싶다는 멘션을 남겼다.
이후 한국민속촌 트위터 담당자는 소셜 드라마 '한복이 너무해(@Hanbok2012_kr)' 공식 트위터 계정을 만들고 본격적인 프로젝트 참여의 시작을 알립니다. 2012년 12월 13일 오후 3시 현재 '한복이 너무해' 트위터 팔로워는 약 3,365명이다.

## 등장인물
한민(韓旼)
한민이라는 이름은 따뜻하고 온화한 사람이 되기를 바라는 마음으로 지어진 이름이다. 한민의 생일은 음력 7월 7일 칠석이다. 한민은 민속촌에서 태어나 민속촌에서 자란 21세기 보기드문 낭자이다. 그래서인지 항상 한복을 입고다니고 최상의 존경체를 사용한다.
정대검(鄭待儉)
정대검이라는 이름은 기다릴 줄 알고 검소한 삶을 살길 바라는 마음으로 지어진 이름이다. 정대검의 생일은 음력 5월 5일 단오이다. 대검은 '남중-남고-공대-군대'으로 인해서 여성에 대해 잘 모르고 부끄러워하지만 마음만은 따뜻하고 자상하다.

### 관련 기사
- '제2의 T24' 트위터 드라마 제작될까
- 타고 프로슈머 2.0시대 열렸다.
- 검찰청 나리와 민속촌 아씨 로맨스에 '시선 집중'
- 취재파일 꽃미남 검사와 민속낭자, 사고 제대로 쳤다!
- 재능 기부 소셜웹툰 '한복이 너무해' 연재 시작…드라마도?
- 제2의 'T24 페스티벌', 네티즌 '소셜 드라마' 만들기 나섰다.